# Andreaskerk (Erfurt)
De Andreaskerk (Duits: Andreaskirche) is een gotisch kerkgebouw aan de Andreasstraße in de binnenstad van Erfurt, Thüringen. Naar de kerk werd het omliggende Andreasviertel en het ten noorden gelegen stadsdeel Andreasvorstadt  vernoemd. De Andreaskerk is tegenwoordig een protestantse kerk.

## Geschiedenis
De Andreaskerk werd in 1182 voor het eerst gedocumenteerd. In het jaar 1210 werd begonnen met de bouw van een nieuwe kerk, waarvan de werkzaamheden omstreeks 1370 werden afgesloten. 
Sinds de invoering van de reformatie is de Andreaskerk een protestants kerkgebouw. De gemeente werd in 1604 samengevoegd met de Mauritiusparochie, waarvan de kerk (vroeger gelegen aan de Moritzstraße 26/27) enkele decennia later door de Zweedse bezetter ten behoeve van de winning van bouwmateriaal werd afgebroken. In 1975 fuseerde de Andreasparochie met de gemeente van de Michaëlkerk.

## Orgel
Het orgel werd in de jaren 1987-1989 in de historische orgelkas van 1787 gebouwd, waarbij het pijpmateriaal van de voorganger, die door Johann Georg Kummer (Dachwig) gebouwd werd, opnieuw werd toegepast. Het instrument bezit 25 registers verdeeld over twee manualen en pedaal. De tracturen zijn mechanisch. De dispositie luidt als volgt:
| I Hoofdwerk C–f3 |            |       |   |
| 1.               | Quintadeen | 16’   | h |
| 2.               | Principaal | 8’    |   |
| 3.               | Grofgedekt | 8’    | h |
| 4.               | Spitsgamba | 8’    | h |
| 5.               | Holpijp    | 4’    | h |
| 6.               | Octaaf     | 4’    | h |
| 7.               | Quint      | 2/3’  | h |
| 8.               | Oktaaf     | 2’    | h |
| 9.               | Terts      | 13/5’ | h |
| 10.              | Mixtuur IV |       |   |
| 11.              | Trompet    | 8’    |   |
|                  | Tremulant  |       |   |

| II Bovenwerk C–f3 |                |      |   |
| 12.               | Quintadeen     | 8’   |   |
| 13.               | Gedekt         | 8’   | h |
| 14.               | Principaal     | 4’   |   |
| 15.               | Roerfluit      | 4’   |   |
| 16.               | Spitsoctaaf    | 2’   |   |
| 17.               | Quint          | 1/3’ |   |
| 18.               | Sexquialter II |      |   |
| 19.               | Cymbel III     |      |   |
| 20.               | Kromhoorn      | 8’   |   |
|                   | Tremulant      |      |   |

| Pedaal C–f1 |               |     |   |
| 21.         | Violon 16’    | h   |   |
| 22.         | Subbas        | 16’ | h |
| 23.         | Principaalbas | 8’  | h |
| 24.         | Holpijpbas    | 4’  | h |
| 25.         | Posaune       | 16’ |   |

- Koppels: II/I, I/P, II/P
- Opmerking:

h = historisch register uit 1787 van het voorgangerorgel

## Afbeeldingen

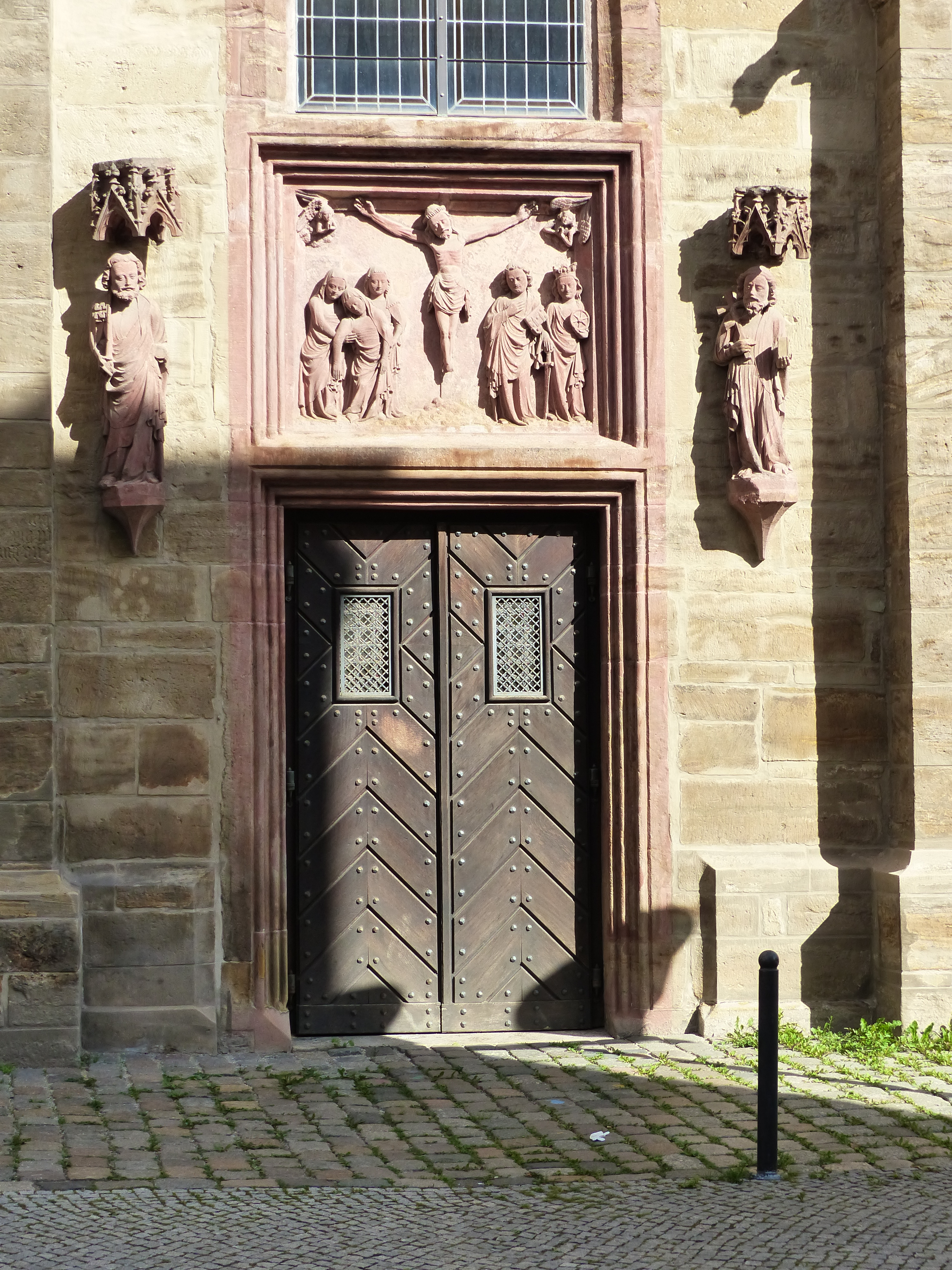
Portaal
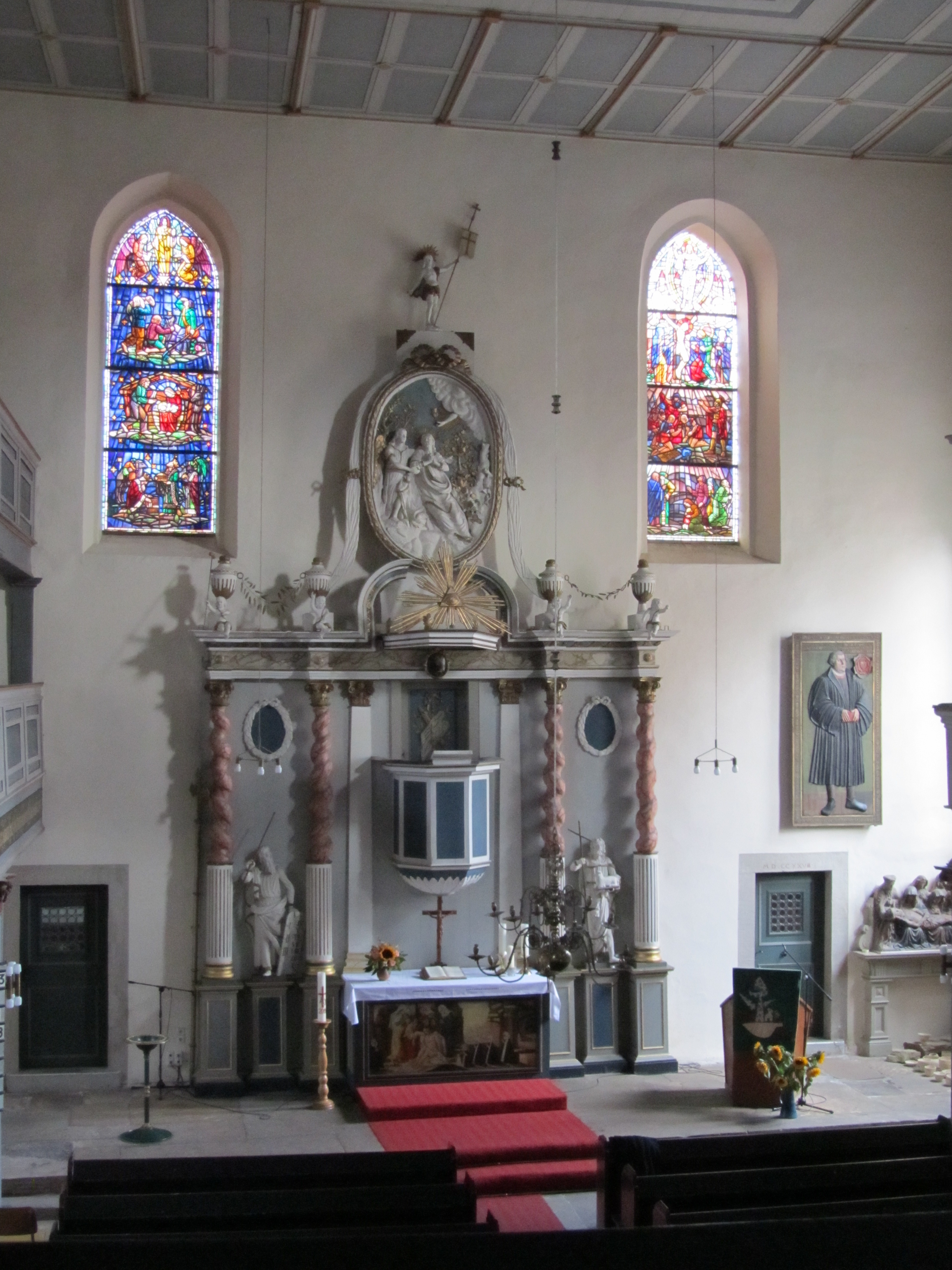
Kanselaltaar
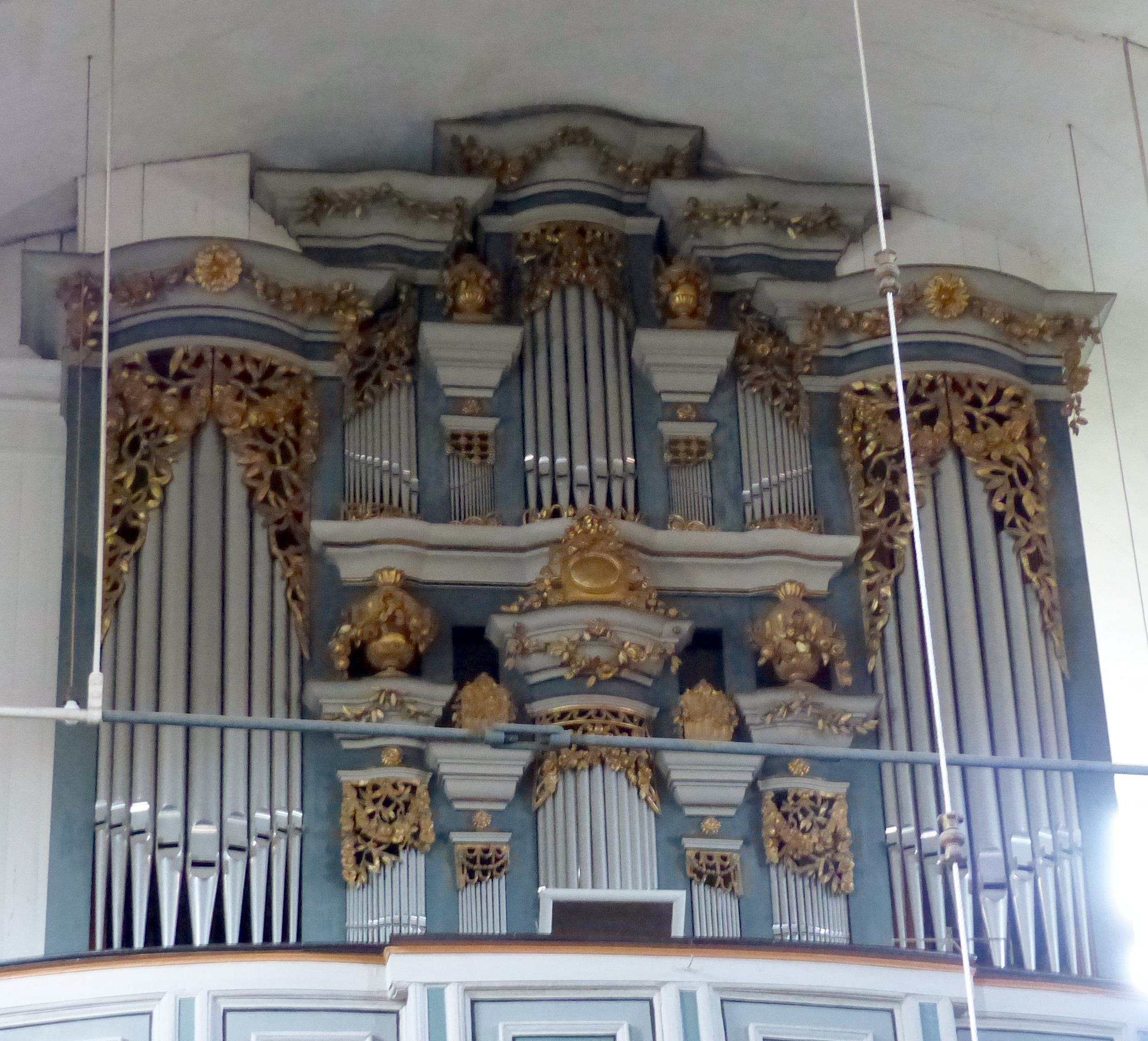
Orgel